# Tiefenbach (Horní Falc)
Tiefenbach je obec v německé spolkové zemi Bavorsko, v zemském okrese Cham ve vládním obvodu Horní Falc.
Žije zde přibližně 1 900 obyvatel.

## Poloha
Území obce sousedí s Českem. Sousední obce jsou: Rötz, Rybník (Česko), Schönthal, Stadlern, Treffelstein, Weiding a Winklarn.